# 광자학

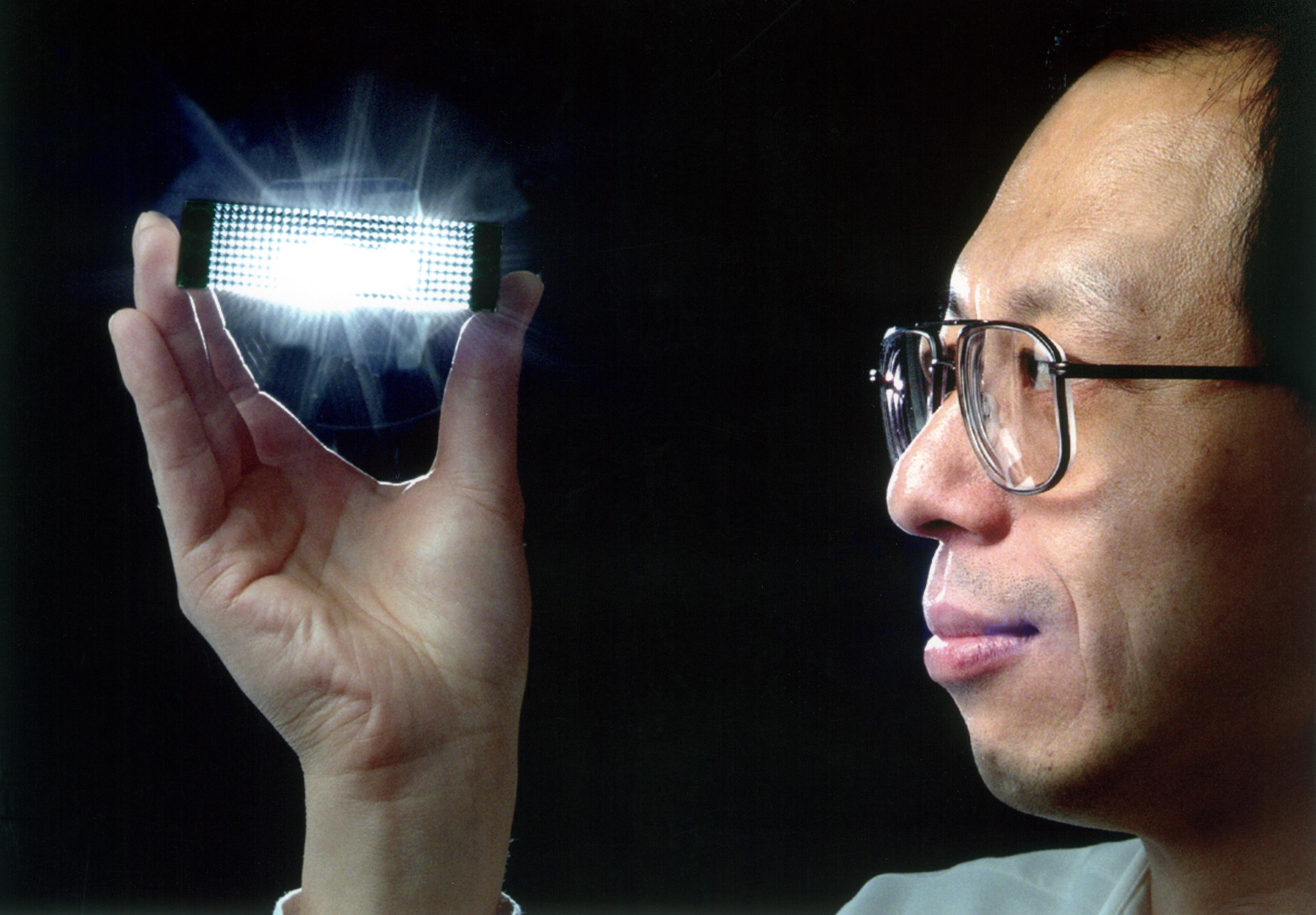

광자학은 광자에 관한 학문으로 포토닉스(photonics)라고 한다. 빛을 파동으로 보는 이론에 반대되는 개념으로 입자로 취급하는 접근 방법이다. 방출, 전송, 변조, 신호 처리, 스위칭, 증폭 및 감지를 통해 광자 형태의 빛을 생성, 감지 및 조작하는 응용 분야를 포함하는 광학 분야이다. 광자학은 양자 전자와 밀접한 관련이 있다. 여기서 양자 전자는 이론적인 부분을 다루고 광자학은 엔지니어링 응용을 다룬다. 전체 스펙트럼에 걸쳐 모든 빛의 기술적 응용을 포괄하지만 대부분의 광자 응용은 가시광선과 근적외선 범위에 있다. 광자학이라는 용어는 1960년대 초에 발명된 최초의 실용적인 반도체 발광기와 1970년대에 개발된 광섬유의 파생물로서 발전했다.
광자는 주파수를 지니며 그 광자가 지닌 에너지는 주파수 곱하기 플랑크 상수 h로 나타낸다.
{\displaystyle E=h\nu }

## 같이 보기
- 광전자 공학